# Anarchismus in Deutschland

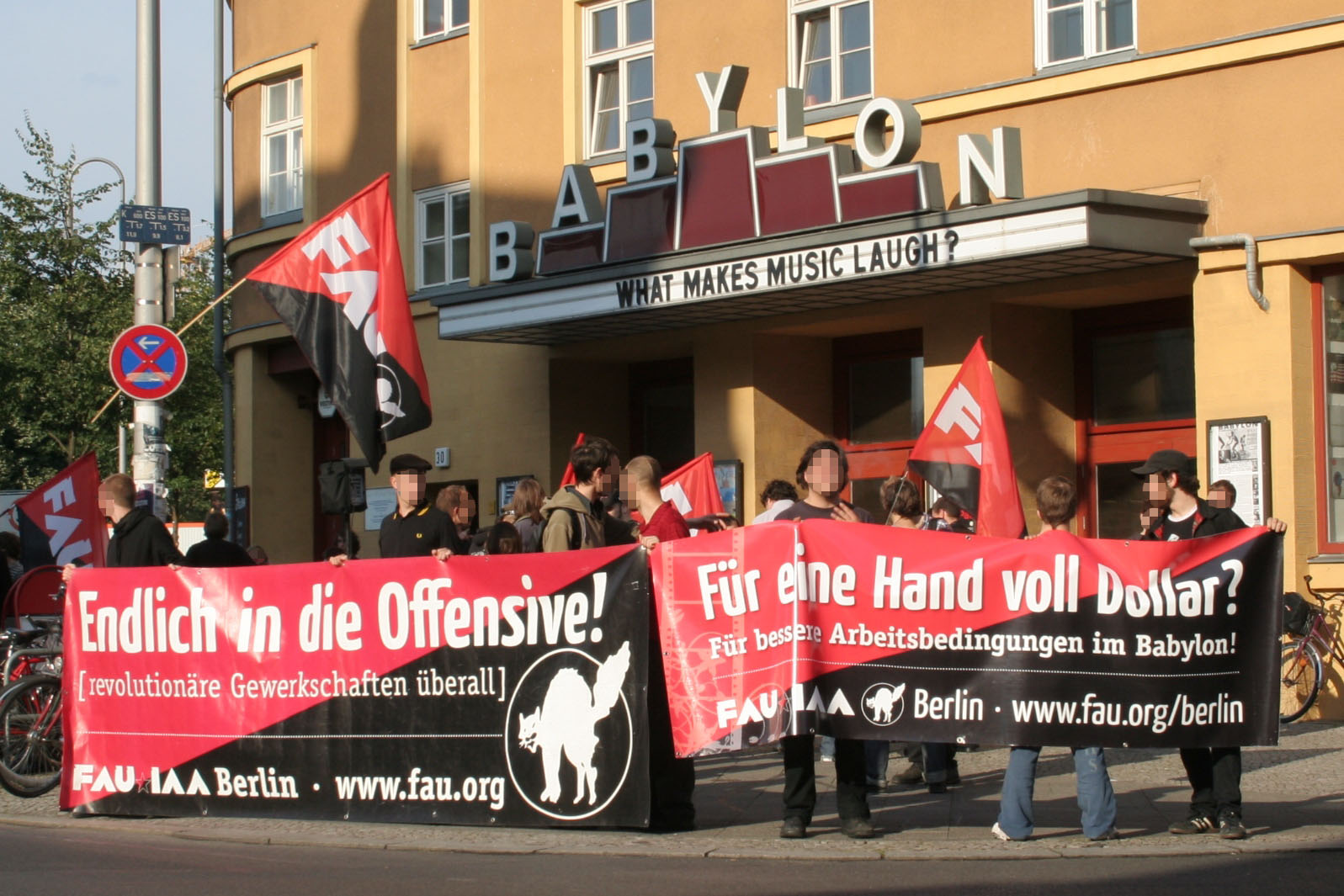
Demonstration von Mitgliedern der FAU, einer anarchosyndikalistischen Gewerkschaft vor dem Kino Babylon in Berlin im Jahr 2010

Der Anarchismus hat in Deutschland eine lange Tradition. Er trat hier in erster Linie als revolutionäre Ideologie in der Arbeiterbewegung sowie als breit gefächerte Geistes- und Kulturbewegung auf.
Ab den 1870er Jahren entwickelte sich eine anarchistische Bewegung allmählich aus der Opposition innerhalb der deutschen Sozialdemokratie. Nach dem Ende der repressiven Sozialistengesetze 1890 wuchs die anarchistische Bewegung und wurde zu einer vielfältigen Kulturbewegung in der Literatur, den bildenden Künsten, der Psychologie und anderen Bereichen. Die gewerkschaftliche Organisation kam in der Weimarer Republik mit der FAUD, die zeitweilig etwa 150.000 Mitglieder hatte, zu einem Höhepunkt. Nach dem Aufstieg der Nationalsozialisten wurde die anarchistische Bewegung zerschlagen und die deutschen Anarchisten endeten in Konzentrationslagern, wurden zum Kriegsdienst gezwungen oder flüchteten ins Exil. Nach dem Ende des Zweiten Weltkriegs versuchten einige verstreute Kreise die Neuorganisation. Eine anarchistische Bewegung im größeren Rahmen gewann erst wieder im Zusammenhang mit der Westdeutschen Studentenbewegung der 1960er Jahre größere Bedeutung.

## Geschichte

### Vorläufer

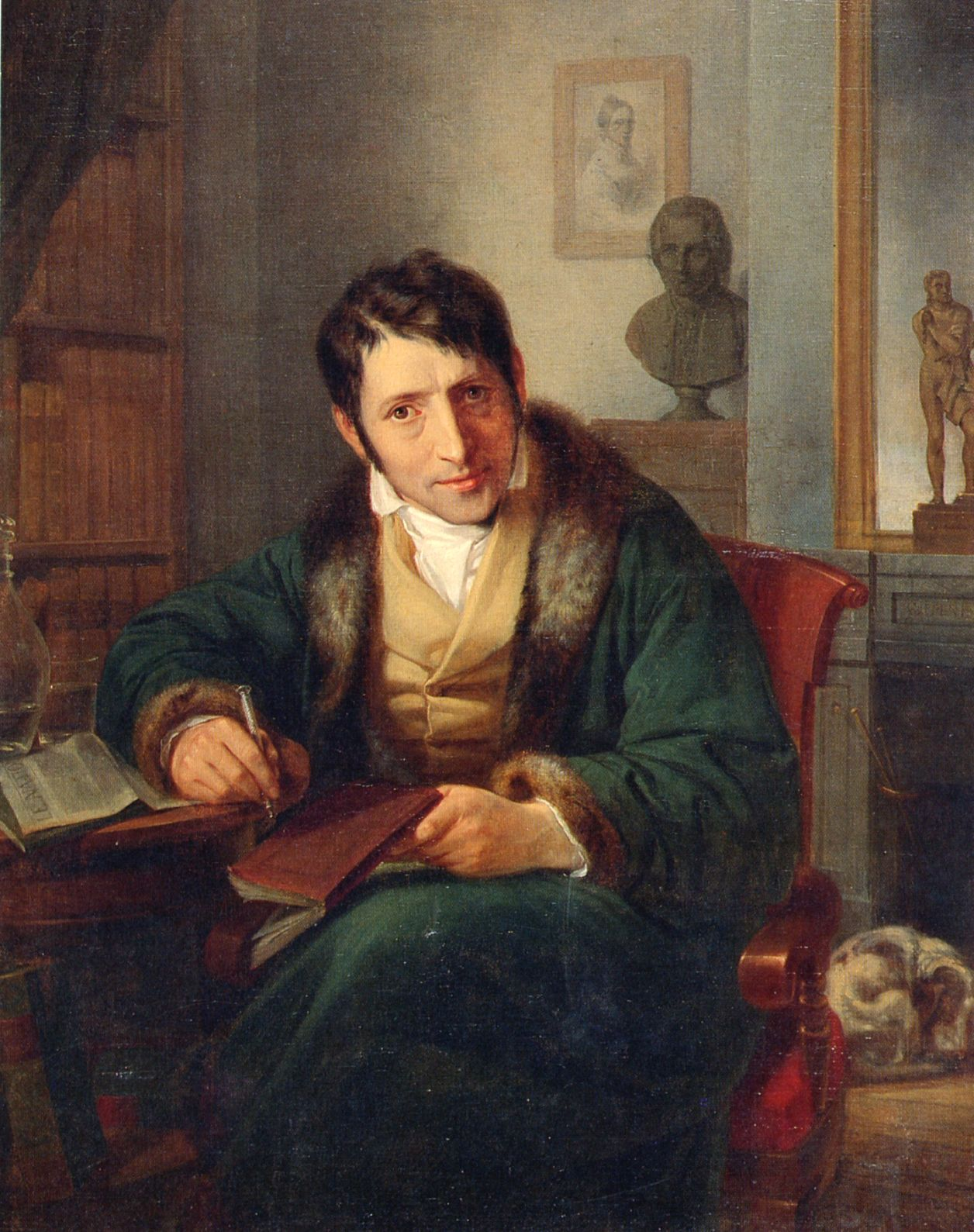
Ludwig Börne (1786 bis 1837) sprach sich im deutschsprachigen Raum als Erster für die Anarchie aus.

Ludwig Börne (1786 bis 1837) sprach sich im deutschsprachigen Raum als Erster für Anarchie in der Gesellschaft aus, wiewohl er historisch nicht eindeutig dem Anarchismus zuzuordnen ist und wechselnde politische Positionen vertrat: „Nicht darauf kommt es an, dass die Macht in dieser oder jener Hand sich befinde: die Macht selbst muss vermindert werden, in welcher Hand sie sich auch befinde. Aber noch kein Herrscher hat die Macht, die er besaß, und wenn er sie auch noch so edel gebrauchte, freiwillig schwächen lassen. Die Herrschaft kann nur beschränkt werden, wenn sie herrenlos [ist] – Freiheit geht nur aus Anarchie hervor. Von dieser Notwendigkeit der Revolution dürfen wir das Gesicht nicht abwenden, weil sie so traurig ist. Wir müssen als Männer der Gefahr fest ins Auge blicken und dürfen nicht zittern vor dem Messer des Wundarztes. Freiheit geht nur aus Anarchie hervor – das ist unsere Meinung, so haben wir die Lehren der Geschichte verstanden.“
Eine erste Blüte anarchistischen Denkens entwickelte sich in Deutschland im Vormärz. Sie entstand aus der kritischen Auseinandersetzung intellektueller Kreise mit den Werken von Pierre-Joseph Proudhon, Georg Wilhelm Friedrich Hegel und Ludwig Feuerbach. 1843 versuchte der Schriftsteller Moses Hess freiheitlich-sozialistische Ideen in seinen Schriften Sozialismus und Kommunismus und Philosophie der Tat auszuarbeiten. Explizit freiheitliche Ideen wurden in Deutschland erstmals im Zirkel der Freien entwickelt, einer Gruppe um Bruno und Edgar Bauer. Sie gaben 1844 den Sammelband Berliner Monatsschrift heraus, den der Historiker Max Nettlau als erste Sammlung von anarchistischen Artikeln in deutscher Sprache bezeichnet. Max Stirner arbeitete als Mitglied des Zirkels ebenfalls mit an der Herausgabe des Sammelbands. Er gab im gleichen Jahr seine Schrift Der Einzige und sein Eigentum heraus, die großes Aufsehen erregte und auch später Anarchisten verschiedener Prägung beeinflusste. Der Schriftsteller Karl Grün kam 1844 zu ähnlichen Schlussforderungen. Durch dessen Schriften beeinflusst, gab der deutsche Arbeiter Wilhelm Marr in der Schweiz vom Dezember 1844 bis Juli 1845 die Blätter der Gegenwart für soziales Leben heraus. Die Zeitung wurde zum ersten deutschen Propagandaorgan für anarchistische Ideen in der Arbeiterschaft.
Durch die Revolutionen von 1848/49 und die Bekanntschaft mit Michail Bakunin wurden beispielsweise auch Carl Vogt, Arnold Ruge und Richard Wagner von anarchistischen Ideen beeinflusst. Bei Richard Wagner zeigte sich dies vor allem in den Schriften Die Kunst und die Revolution und Das Kunstwerk der Zukunft von 1849/50. Nach dem Scheitern der liberalen Demokraten und der Revolutionen von 1848/49 wurden anarchistische Ideen in Deutschland wieder breiter rezipiert. In Hamburg waren Edgar Bauer und Wilhelm Marr die wichtigsten Vertreter anarchistischer Ideen. Eine wichtige Rolle spielte dabei die Schrift Anarchie oder Autorität, die Marr 1852 herausgab. In gleichem Sinne wirkte Professor Karl Theodor Bayrhoffer in Hessen mit seiner Zeitung Die Hornisse. Übersetzungen von Proudhon erschienen in der Freien Zeitung in Wiesbaden und unter dem Einfluss von Karl Grün in der Trierschen Zeitung. Nach 1852 wurde die Verbreitung freiheitlicher Ideen im Zuge der Reaktionsära erstickt.

### Erste anarchistische Agitation und die Sozialistengesetze (1870–1890)

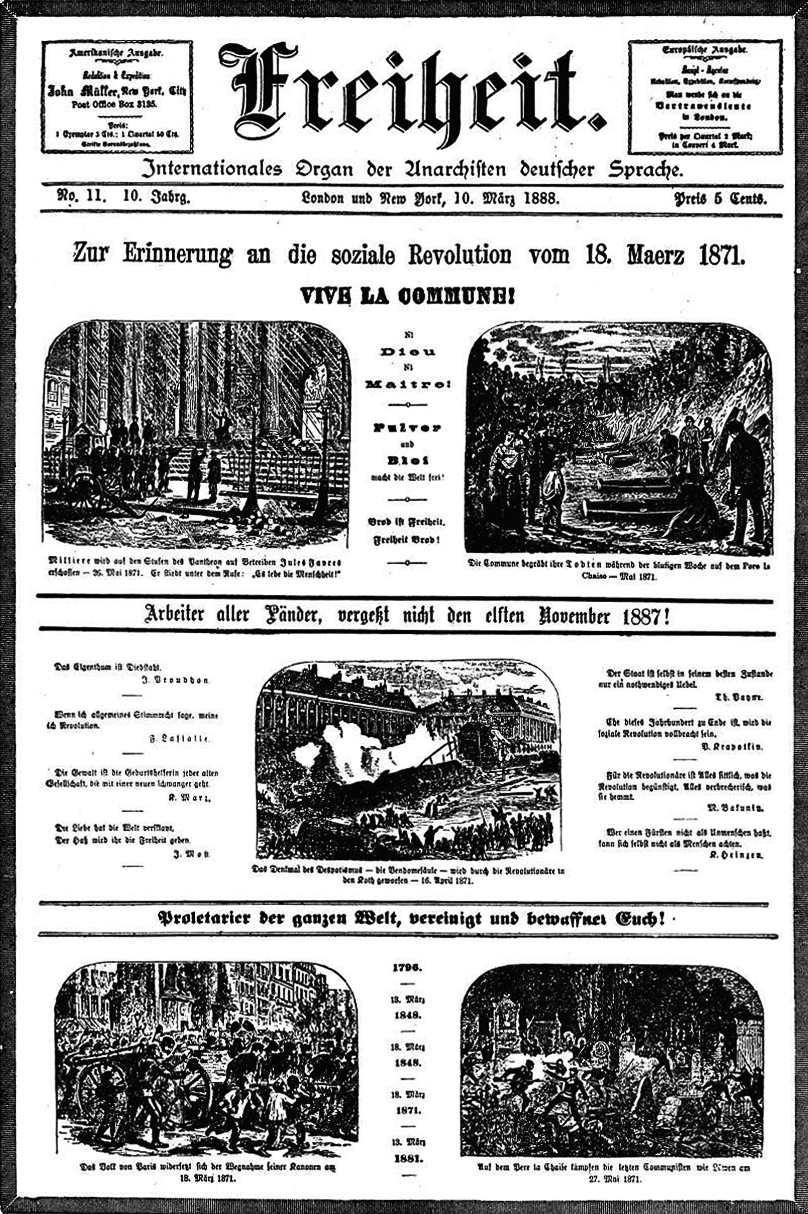
Die Zeitschrift Freiheit von Johann Most wurde zum wichtigsten anarchistischen Propagandaorgan gegen die Sozialistengesetze in Deutschland.

Die Gründung der Internationalen Arbeiterassoziation 1864 führte in vielen Ländern Europas auch zur Bildung zahlreicher proudhonistischer und kollektivistisch-anarchistischer Sektionen. Deutschland blieb von dieser internationalen Entwicklung durch seine politische Situation weitgehend ausgeschlossen. Auch die Deutschen Sozialdemokraten, die sich als Teil der Internationale konstituierten, hatten kaum einen Einfluss auf die IAA und maßen ihr auch keine große Bedeutung zu. Erst durch die Schriften von Professor Eugen Dühring wurden in Deutschland wieder anarchistische Ideen einem breiteren Publikum bekannt. Vor allem in seinem Werk Kursus der National- und Sozialökonomie von 1873 beschreibt Dühring seine sozietären bzw. anti-kratischen Vorstellungen, die praktisch identisch sind mit den Vorstellungen kollektivistischer Anarchisten. Die Ideen stießen unter den Deutschen Sozialdemokraten auf größeren Anklang und es bildete sich innerhalb der Partei ein oppositioneller Dühring-Zirkel um Eduard Bernstein und Johann Most. Weder Dühring noch seine Sympathisanten entwickelten jedoch in dieser Zeit eine eigenständige Agitation für den Anarchismus.
Ein erstes Zentrum der anarchistischen Bewegung im deutschsprachigen Raum entstand 1876 mit der Bildung einer Arbeitervereinigung in Bern, deren Mitglieder hauptsächlich aus Deutschland stammten. Gemeinsam mit Paul Brousse und Peter Kropotkin gab die Arbeitervereinigung von 1876 bis 1878 die Arbeiter-Zeitung heraus, die vor allem an Arbeiter in Deutschland gerichtet war. Dort entwickelte sich in diesen Jahren eine Agitation für den Anarchismus, deren wichtigste Exponenten August Reinsdorf, Emil Werner und Otto Rinke waren. Nach dem Beschluss des Sozialistengesetzes wurde die Bewegung gemeinsam mit der Sozialdemokratie weitgehend in den Untergrund gedrängt. Die meisten Anarchisten wurden in der Folgezeit verhaftet oder flohen vor einer drohenden Verhaftung.
Am 23. September 1883 versuchte August Reinsdorf gemeinsam mit zwei Mitstreitern einen Sprengstoffanschlag auf den deutschen Kaiser und sein Gefolge bei der Einweihung des Niederwalddenkmals. Wegen einer durchfeuchteten Zündschnur scheiterte der Versuch komplett. Alle drei Beteiligten wurden festgenommen und Reinsdorf und der mitbeteiligte Emil Küchler wurden hingerichtet. Zwei Jahre später wurde der 22-jährige Schustergeselle und Anarchist Julius Lieske für das Attentat auf den Führer der politischen Polizei in Frankfurt, Ludwig Rumpff, verantwortlich gemacht und hingerichtet. Die Urheberschaft konnte nie eindeutig bewiesen werden. Polizeirat Rumpff, den man in linken Kreisen auch den Anarchistenfresser nannte, hatte bereits 1881 einen Spitzel in eine anarchistische Gruppe geschickt, um einen Anschlag auf ihn selbst zu ermutigen und um die Gruppe mit Schwefelsäure für den Anschlag auszustatten. Mit dieser Aktion konnte Rumpff später 44 Personen festnehmen, in deren Prozess aber Rumpffs Machenschaften vom Richter entdeckt wurden. Der Mord an Polizeirat Rumpff war und blieb bis heute das einzige Attentat von Anarchisten in Deutschland.
Ab 1879 gab Johann Most in seinem Exil in London die sozialrevolutionäre Zeitschrift Freiheit heraus, die nach Deutschland geschmuggelt wurde. Die Zeitschrift wurde zum wichtigsten Blatt der revolutionär gesinnten Deutschen Arbeiter. Mit Ausnahme von einigen Artikeln von August Reinsdorf hatte die Freiheit in der Anfangszeit jedoch nur wenige Berührungspunkte mit dem Anarchismus. Max Nettlau bezeichnet den Kurs der Zeitung bis 1882 als eher „blanquistisch“. Erst nachdem Most 1882 London in Richtung Amerika verließ, vertrat er in seiner Zeitung kollektivistisch-anarchistische Positionen. 1886 entstand in London ein weiteres deutsches Organ des Anarchismus, Die Autonomie. Josef Peukert, ein ehemaliger Mitarbeiter von Most, und Otto Rinke gaben die Zeitung heraus und traten zunehmend in Opposition zu Most und der Freiheit. Die Autonomie vertrat den kommunistischen Anarchismus und machte die Ideen Kropotkins durch Übersetzungen seiner Artikel in Deutschland bekannt. Dort begann sich eine sozialistische Opposition zum sozialdemokratischen Reformismus zu bilden, die stark von den Zeitungen Die Autonomie und Freiheit beeinflusst wurde.
Die Rivalität zwischen den Gruppen Freiheit und Autonomie vergiftete die Stimmung unter den deutschsprachigen Anarchisten im Exil. Victor Dave, ein Mitarbeiter von Johann Most, griff Josef Peukert wegen seiner Freundschaft zum dubiosen Theodor Reuß an, der als Polizeispitzel arbeitete. Theodor Reuß war es mit der Hilfe Peukerts 1887 möglich, Johann Neve, einen Expedienten der Freiheit, der Polizei auszuliefern. Josef Peukert war sich dagegen keiner Schuld bewusst und griff Victor Dave und den Kreis der Freiheit an. Johann Neve starb schließlich nach neun Jahren Haft im Zuchthaus Moabit. Dieser sogenannte Bruderkrieg spaltete die deutsche anarchistische Bewegung im Exil und hatte auch Jahre danach noch schwerwiegende Folgen.

### Wachstum und Vielfalt in der anarchistischen Bewegung (1890–1914)

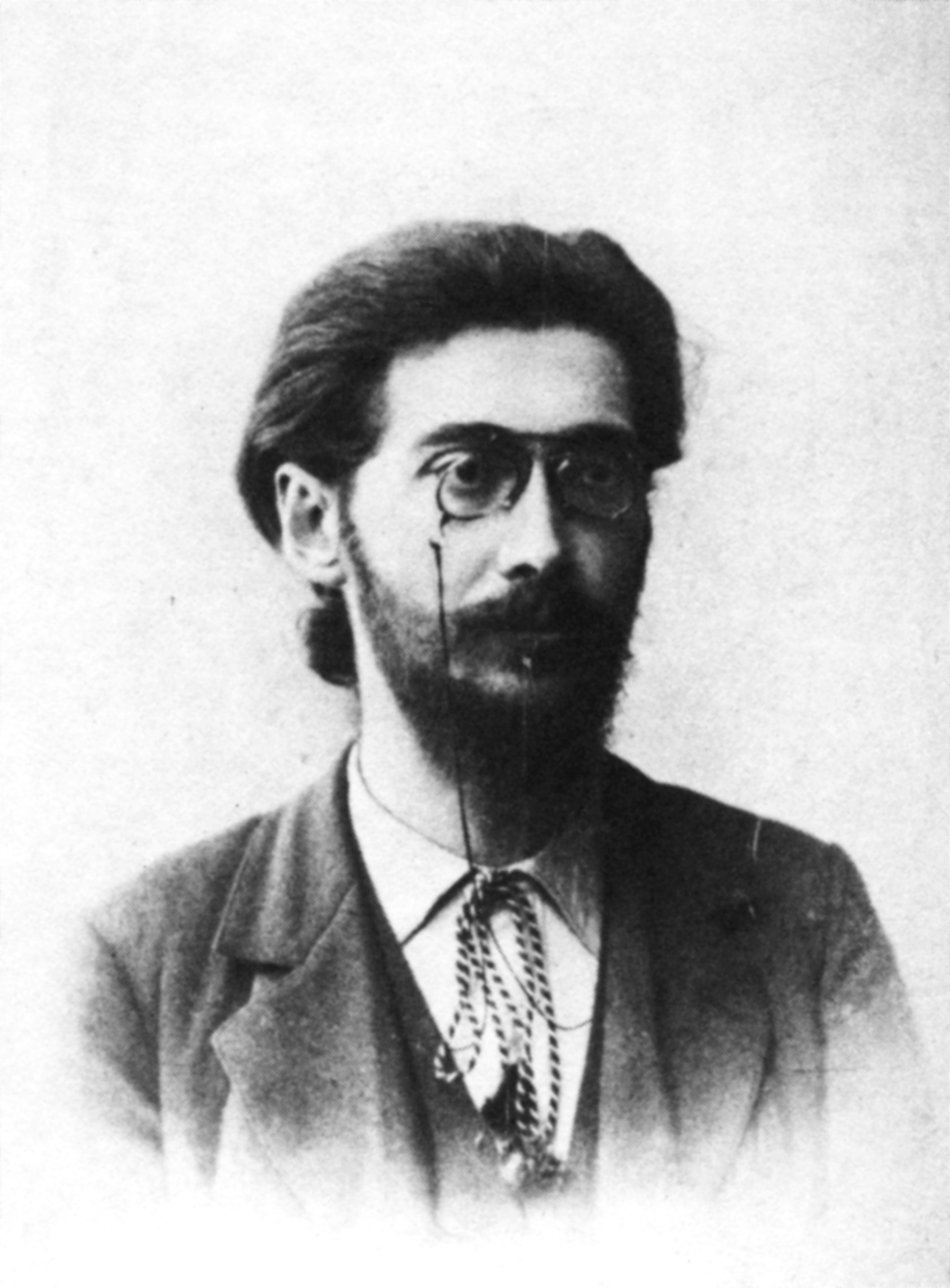
Gustav Landauer war ab den 1890er Jahren eine der prägenden Figuren der anarchistischen Bewegung in Deutschland.

Mit dem Ende der Sozialistengesetze 1890 konnten Sozialisten aller Prägung wieder offen für ihre politischen Ziele kämpfen. In der neugegründeten Sozialdemokratischen Partei Deutschlands brach nun auch der Konflikt zwischen der Parteiführung und dem linken Flügel der Partei, den Jungen, aus. Diese spalteten sich noch 1890 von der Partei ab und gründete den Verein Unabhängiger Sozialisten. Auch Gustav Landauer, der die anarchistische Bewegung in Deutschland in der Folgezeit stark prägte, war Mitglied im Verein. Im Juli 1893 übernahm der junge Landauer nach der Spaltung des Vereins Unabhängiger Sozialisten als Vertreter des anarchistischen Flügels die Herausgabe des Organs Der Sozialist. Landauer beschäftigte sich intensiv mit der Ethik einer herrschaftsfreien Gesellschaft und war unter anderem Autor der Schriften Dreißig sozialistische Thesen (1907) und Aufruf zum Sozialismus (1911). Landauer trat als Delegierter der Berliner Anarchisten auch am Kongress der II. Internationale 1893 in Zürich für den Anarchismus ein, bevor die sozialdemokratische Mehrheit die Anarchisten beim selben Kongress dauerhaft aus der Internationale ausschloss. Neben Der Sozialist, das die einflussreichste Zeitung der Bewegung in Deutschland wurde, erschienen in der Folge immer mehr Zeitungen, wie Neues Leben und Der freie Arbeiter, die von kommunistisch-anarchistischen Arbeitern herausgegeben wurden. Allgemein war die anarchistische Bewegung in Deutschland bis einige Jahre vor dem Ersten Weltkrieg im Aufschwung.
Trotz des Austritts des Vereins Unabhängiger Sozialisten aus der SPD bestand innerhalb der Partei noch die Opposition der Gewerkschafter. Die sogenannten Lokalisten widersetzten sich der Zentralisierung der Gewerkschaften und gründeten 1897 die Freie Vereinigung deutscher Gewerkschaften, kurz FVdG, und die Zeitung Die Einigkeit, die von Gustav Keßler und Fritz Kater herausgegeben wurde. Die Mitglieder waren immer noch in der SPD organisiert und sahen sich als Vorhut der Deutschen Sozialdemokratie. Die FVdG, die 1907 auf Betreiben von August Bebel aus der SPD ausgeschlossen wurde, wandelte sich im ersten Jahrzehnt des 20. Jahrhunderts von einem lokalistischen Gewerkschaftsbund in eine syndikalistische Organisation mit anarchistischen Einflüssen. Gleichzeitig näherten sich auch die deutschen Anarchisten dem Syndikalismus an. Dies war vor allem eine Folge des Einflusses des französischen Syndikalismus und der Schrift Der Generalstreik und die soziale Revolution (1902) und anderen Werken von Siegfried Nacht. Der Arzt und frühere Sozialdemokrat Raphael Friedeberg versuchte ab 1896 als erster die Verbindung von Anarchismus und Syndikalismus und war damit auch ein Vorreiter des Anarchosyndikalismus in Deutschland. Bei den Gewerkschaftern der FVdG und bei den Anarchisten stießen die Ideen auf Anklang. Doch es kam noch zu keinem Versuch einer Verbindung der beiden Kräfte. Für den Anarchismus wirkten in der Arbeiterbewegung vor allem Max Baginski, Rudolf Rocker, Fritz Oerter und Rudolf Lange, der ab 1903 in Berlin die Zeitschrift Der Anarchist herausgab.
Um 1890 begann sich in Deutschland, hauptsächlich durch das Wirken von John Henry Mackay, eine individualistisch-anarchistische Bewegung zu bilden. Mackay wurde stark von Proudhons Mutualismus und den Schriften von Benjamin Tucker und Max Stirner beeinflusst und war Autor der Gedichtsammlung Sturm (1888) und des Romans Die Anarchisten (1891). Er war der bekannteste Vertreter des individualistischen Anarchismus und wirkte bis 1933 in diesem Sinne. Zur gleichen Zeit entwickelte sich auch eine freiwirtschaftliche Bewegung innerhalb des Deutschen Anarchismus. Angestoßen wurde diese Entwicklung durch das Buch Freiland, ein soziales Zukunftsbild von 1890, geschrieben durch den Ökonomen Theodor Hertzka. Daneben versuchte Arthur Mühlberger den Proudhonismus durch eigene Schriften und Übersetzungen zu popularisieren. Auch Benedict Friedlaender, Peter Hille, Bernhard Kampffmeyer, Bruno Wille, Eugen Heinrich Schmitt und Moritz von Egidy wirkten für den Anarchismus in Deutschland oder waren stark vom Anarchismus beeinflusst.
1900 gab Paul Eltzbacher, der ein Gegner des Anarchismus war, die Abhandlung Der Anarchismus heraus, die eine breitere Öffentlichkeit mit der Philosophie und den verschiedenen Strömungen innerhalb der Bewegung bekannt machte.

### Erster Weltkrieg und Aufstieg der FAUD (1914–1933)

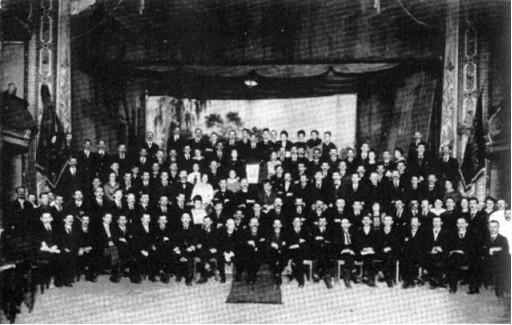
Delegierte der anarchistischen Freien Arbeiter-Union Deutschlands (FAUD) auf dem Kongress in Erfurt 1922

Nach dem Ausbruch des Ersten Weltkriegs unterstützten die SPD und die Gewerkschaften die Kriegspolitik Kaiser Wilhelms II. Die Freie Vereinigung deutscher Gewerkschaften beteiligte sich dagegen als einzige deutsche Arbeiterorganisation nicht am Burgfrieden mit dem deutschen Staat. Das antimilitaristische Organ Der Pionier wurde in der Folge unterdrückt und viele der FVdG-Mitglieder wurden zum Kriegsdienst gezwungen.
Auch die deutschen Anarchisten, wie Gustav Landauer und Erich Mühsam, wehrten sich gegen den Krieg. Doch beinahe alle anarchistischen Blätter, darunter auch Kain und Der Sozialist wurden kurz nach Kriegsbeginn verboten. Viele Anarchisten wurden festgenommen oder sie wurden zum Kriegsdienst gezwungen und vorwiegend in den gefährlichen Kämpfen an der Front eingesetzt. Nach dem Ende des Krieges waren Landauer und Mühsam 1919 an führender Stelle an der Bildung der Münchner Räterepublik beteiligt. Nach der gewaltsamen Niederschlagung der Münchner Räterepublik durch Reichswehr und Freikorpsverbände wurde Gustav Landauer am 1. Mai 1919 in München verhaftet und einen Tag später im Zuchthaus Stadelheim von Soldaten ermordet. Erich Mühsam wurde zu 15 Jahren Haft verurteilt und 1924 schließlich amnestiert.
Nach der Novemberrevolution 1918 endete auch für die Freie Vereinigung deutscher Gewerkschaften die kriegsbedingte Zeit der Repression. Am 14. Dezember begann Fritz Kater in Berlin mit der Publikation der Zeitung Der Syndikalist als Ersatz für Die Einigkeit. Nach der Streikbewegung im Ruhrgebiet und dem darauffolgenden Zerfall der Allgemeinen Bergarbeiterunion wuchsen die Gewerkschaften der FVdG insbesondere im Ruhrgebiet rapide. Die Kritik der FVdG an den bürokratischen und zentralistischen Gewerkschaften, ihre Befürwortung der direkten Aktion sowie die vergleichsweise geringen Mitgliedsbeiträge kamen bei den Arbeitern im Ruhrgebiet gut an. Im August 1919 hatte der Verband reichsweit bereits 60.000 Mitglieder.
Das Ende der Zusammenarbeit zwischen der FVdG und den politischen Parteien war Teil eines reichsweiten Trends, nachdem Paul Levi, ein ausgesprochener Gegner der Syndikalisten, im März Vorsitzender der KPD geworden war. Dann trat auch noch Rudolf Rocker im März 1919 der FVdG bei. Er war kurz zuvor aus dem Londoner Exil zurückgekehrt, wo er aktiver Teil der jüdischen Anarchistenszene gewesen war. Augustin Souchy, ein der Tradition Gustav Landauers nahestehender Anarchist, trat der Vereinigung ebenso im Jahre 1919 bei. Beide gewannen in der Organisation rasch Einfluss und waren als Antimarxisten gegen eine allzu enge Zusammenarbeit mit den Kommunisten. Der 12. Kongress der FVdG, der vom 27. bis zum 30. Dezember stattfand, wurde zum Gründungskongress der Freien Arbeiter-Union Deutschlands (FAUD). Rockers anarchistische Prinzipienerklärung des Syndikalismus, die er auf Bitte der Geschäftskommission verfasst hatte, wurde ohne weitere Kontroverse zum Programm der FAUD gewählt. Nach Angaben der Geschäftskommission wurde der Kongress von 109 Delegierten, die 111.675 Mitglieder repräsentierten, besucht, eine im Vergleich zu viereinhalb Monaten zuvor doppelt so hohe Mitgliederzahl.
Zur Zeit des Kapp-Putsches war die FAUD maßgeblich an der Gründung der Roten Ruhrarmee beteiligt, die im Ruhraufstand gegen die politische Reaktion als auch für die Weiterführung der 1919 praktisch beendeten Revolution kämpfte. Mit Die Schöpfung erschien von August bis Dezember 1921 eine Tageszeitung für das Rheinland und mit Die Internationale ab Mitte der zwanziger Jahre ein monatlich erscheinendes, international angesehenes Theorieorgan. Daneben existierten weitere lokale oder fachbezogene FAUD-Organe.
Zu Weihnachten 1922 gründete sich auf Initiative der FAUD bei einem Kongress in Berlin die Internationale Arbeiter-Assoziation (IAA), die in der Tradition der Ersten Internationale stand. Sie umfasste nach ihrer Gründung verschiedene anarchosyndikalistische Gruppen, vor allem in Europa und Amerika. Die IAA wurde als Gegenstück zur kommunistischen Roten Gewerkschafts-Internationale (RGI) gegründet, um den Einfluss der kommunistischen Partei auf die internationale Arbeiterschaft zurückzudrängen. In der Zeit ihres Bestehens hatte die FAUD einige Spaltungen (z. B. zur FAUD-Gelsenkirchener Richtung, welche 1921 in der Union der Hand- und Kopfarbeiter aufging) und Übertritte wichtiger Aktiver in andere Gruppierungen zu verkraften. Von ihrem Höchststand mit 150.000 Mitgliedern sank sie bis Mitte der 1920er Jahre auf einige 10.000 ab und hatte 1932 noch ca. 4300 Mitglieder. Dennoch blieb sie in einigen Gebieten und Städten eine bestimmende politische und vor allem kulturell wirkende Kraft, so in der Erwerbslosen- und Freidenker-Bewegung sowie der Gilde freiheitlicher Bücherfreunde (GfB). Im Jahre 1926 gründete Otto Reimers zusammen mit Karl Matzen, Karl Roche und Ernst Fiering in Hamburg den Block antiautoritärer Revolutionäre, bestehend aus Anarchosyndikalisten, Anarchisten, Unionisten und Individualanarchisten. Sprecher bei den Treffen waren unter anderem Pierre Ramus, Ernst Friedrich, Helmut Rüdiger und Rudolf Rocker. Zwischen 1926 und 1933 entwickelte sich die bei Meiningen gelegene Bakuninhütte zu einer Schulungs- und Erholungsstätte der Bewegung.
Als in den späten 1920er Jahren fast alle politische Gruppierungen eigene Kampfeinheiten bildeten, entwickelten sich auch neben der FAUD/AS die sogenannten Schwarzen Scharen, deren mehrheitlich jugendlichen Mitglieder sich als antifaschistisch verstanden. 1921 bildeten einige Frauen der FAUD, wie Milly Witkop-Rocker und Hertha Barwich den Syndikalistischen Frauenbund (SFB) als Unterorganisation der FAUD. Der SFB gab als Organ den Frauenbund heraus, welcher als Beilage im Syndikalist erschien. Eine der FAUD nahestehende Jugendorganisation war die 1920 gegründete Syndikalistisch-Anarchistische Jugend Deutschlands (SAJD) mit ihrer Zeitschrift Junge Anarchisten.
Anarchisten, die sich außerhalb der FAUD organisieren wollten, taten dies in der Föderation Kommunistischer Anarchisten Deutschlands (FKAD), die Doppelmitgliedschaften zuließ. Sie gründete sich im Jahre 1919 als Fortführung der Anarchistischen Föderation Deutschlands und hatte ihre Schwerpunkte in Berlin mit zentralem Sitz sowie an Rhein und Ruhr. Im Gegensatz zur anarcho-syndikalistischen Bewegung blieb sie jedoch marginal und umfasste lediglich ein paar hundert Mitglieder. Ihre Tätigkeit erschöpfte sich weitgehend in Propagandatätigkeit. Seit Mitte der 1920er Jahre opponierte sie zunehmend gegen die FAUD. Bedeutende Mitglieder wie Rudolf Rocker, Erich Mühsam oder Victor Fraenkl kehrten ihr den Rücken. Zu ihren Protagonisten zählten Richard und Rudolf Oestreich, Paul Albrecht, Fritz Oerter und Berthold Cahn. In ihrer Presse schrieben auch Persönlichkeiten wie Heinrich Vogeler und Herbert Wehner.
Einträchtig zur FAUD verhielt sich die seit Mitte der 1920er Jahre vor allem in Berlin bestehende „Anarchistische Vereinigung“, in der sich vor allem prominente Kritiker an der FKAD zusammenfanden, darunter Erich Mühsam, Rudolf Rocker und Gustav Lübeck. Ihre Referenten standen zumeist dem Anarcho-Syndikalismus nahe, doch kam die Aktivität dieser Organisation kaum über Bildungs- und Agitationsveranstaltungen hinaus. Als Publikationsorgan nutzte sie das „Fanal“ unter der Redaktion von Erich Mühsam. Anfang 1933 löste sich die „Anarchistische Vereinigung“ auf.

### Deutschland während der NS-Diktatur (1933–1945)
Während des nationalsozialistischen Regimes war eine legale politische Tätigkeit von Anarchisten in Deutschland nicht möglich. Bereits kurz nach der Machtergreifung Hitlers wurden ab 1933 prominente Wortführer der Anarchisten in Konzentrationslager verbracht und dort oft auch ermordet, wie beispielsweise der Dichter und Publizist Erich Mühsam. 1933 löste sich die FAUD nach längerer Vorbereitung kurz vor dem Machtantritt der Nationalsozialisten offiziell auf und versuchte sich illegal neu zu organisieren. Das Büro der FAUD-Geschäftskommission in Berlin wurde zu Beginn der nationalsozialistischen Machtübernahme gestürmt und geschlossen. Die nun illegale Geschäftskommission wurde über Kassel nach Erfurt verlegt. Einige Wohn- und Arbeitsprojekte der FAUD existierten noch einige Zeit. Junge und weniger bekannte Aktivisten versuchten noch mit den Schwarzen Scharen antifaschistische Widerstandsgruppen zu organisieren, wurden aber von der Gestapo ausgehoben.
Ein Großteil der Anarchisten emigrierte. Viele der emigrierten deutschen Anarchisten, darunter etwa Augustin Souchy, schlossen sich ab 1936 in Spanien während des Spanischen Bürgerkriegs dem Kampf der Internationalen Brigaden auf der Seite der CNT/FAI gegen Francisco Franco an. Hunderte von in Deutschland verbliebenen Anarchisten wurden in „Schutzhaft“ genommen, in Schauprozessen verurteilt und in Konzentrationslager verbracht, von wo einige zum Ende des Zweiten Weltkriegs etwa in die SS-Sondereinheit Dirlewanger gepresst wurden.

### Nachkriegszeit (Ab 1945)

#### Deutsche Demokratische Republik
Kurzzeitig kam es unter sowjetischer Besatzungsmacht zum Wiederaufleben des Anarchismus, vor allem durch syndikalistische Arbeiter. Nach dem Krieg hatte sich um Wilhelm Jelinek in Zwickau ein neuer Kreis von freiheitlich gesinnten Personen gebildet. Jelinek war Betriebsratsvorsitzender eines großen Industriebetriebes. Dieser Kreis verschickte Rundbriefe an mindestens 18 verschiedene Orte in der sowjetischen Zone und unterhielt auch Korrespondenzen mit Anarchisten in anderen Zonen Deutschlands. Es gelang ihm durch mündliche und briefliche Agitation, ein weitmaschiges Netz über die gesamte Ostzone und spätere DDR zu spannen. „In Zwickau wurde, so unglaublich es klingt, eine Informationsstelle des gesamtdeutschen Anarchismus gebildet. Sie berief Mitte 1948 nach Leipzig eine geheime Konferenz aller unter sowjetischer Besatzungsmacht lebenden Antiautoritären verschiedener Richtungen ein.“ Zirkulare des Zwickauer Kreises fielen den Staatsorganen in die Hände. Der Staatssicherheitsdienst wurde aufmerksam und verhaftete alle Teilnehmer. Nach Kriegsende bis zur gesprengten Tagung 1948 waren die anarchistischen Gruppierungen in der Sowjetischen Besatzungszone so stark, dass sie sogar die westdeutschen Anarchisten mit einer Vervielfältigungsmaschine und Geld unterstützen konnten. Von einigen Orten aus dem Gebiet der DDR ist bekannt, dass einige ehemalige Mitglieder der FAUD sich der SED anschlossen, die zumeist in den 1950er Jahren wieder „hinausgesäubert“ wurden. Bis zur Wende beschränkten sich anarchistische Aktivitäten auf die Herausgabe von Flugblättern und einigen Zeitschriften.

#### Bundesrepublik Deutschland
„Nach dem Zweiten Weltkrieg versuchten die wenigen Anarchisten, die zwölf Jahre Nazi-Diktatur überlebt hatten, die anarchistische Bewegung, die in den ersten Jahren nach dem Ersten Weltkrieg in Deutschland zeitweise mehr als 150.000 Aktive zählte, zu reorganisieren“. Von Mai bis Dezember 1945 gab Otto Reimers die erste anarchistische Zeitschrift nach dem Krieg heraus mit dem Titel Mahnruf. Reimers wollte mit der Zeitschrift zur Gründung einer „neuen“ anarchistischen Bewegung beitragen. Die gehoffte Resonanz blieb allerdings aus. Reimers hatte den Mahnruf bereits illegal von 1933 bis 1934 herausgegeben.
Die Föderation freiheitlicher Sozialisten (1947 bis um 1970; Nachfolgeorganisation der FAUD) war die größte anarchistische Organisation in der Bundesrepublik Deutschland nach dem Zweiten Weltkrieg. Mit der Studentenbewegung Ende der 60er Jahre stieg das öffentliche Interesse am Anarchismus. Innerhalb der Studentenbewegung gab es eine anarchistische Strömung. Auch im Sozialistischen Deutschen Studentenbund (SDS), der sich zum Sammelbecken der gesamten Bewegung entwickelte, waren Anarchisten vertreten. Des Weiteren hatte der Anarchismus für die Neuen sozialen Bewegungen (NSB) eine theoretische und praktische Bedeutung. 1974 kam es, auf Initiative von Kurt Zube und Uwe Timm, zu einer Neugründung der Mackay-Gesellschaft (1931 erstmals gegründet). Sie brachte den individualistischen Anarchismus innerhalb der libertären Bewegung erneut zur Diskussion.
Innerhalb der Autonomen, als linksradikalem Flügel der NSB, gab und gibt es eine große libertäre Strömung. Eine bundesweite anarchopazifistisch dominierte Organisation war die von 1980 bis in die 1990er bestehende Föderation Gewaltfreier Aktionsgruppen, die über Jahre hinweg die bis in die Gegenwart erscheinende Zeitschrift Graswurzelrevolution herausgab. 1989 gründete sich die „Initiative für eine anarchistische Föderation in Deutschland“ (I-AFD). Sie überstand die Jahrtausendwende und ist später im „Forum deutschsprachiger Anarchistinnen und Anarchisten“, seit 2013 Föderation deutschsprachiger Anarchist*innen (FdA), aufgegangen. Die FdA ist auch in der Schweiz aktiv. Im frühen 21. Jahrhundert haben sich mehrere Ortsgruppen der Anarchistisch-Syndikalistischen Jugend gebildet.

### Gegenwart

#### Organisationen
Die anarchosyndikalistische Gewerkschaft Freie Arbeiterinnen- und Arbeiter-Union (FAU) ist Mitglied der Internationalen Konföderation der Arbeiter*innen (IKA). Die Föderation deutschsprachiger Anarchist*innen (FdA), 2003 gegründete Nachfolgeorganisation der 1989 ins Leben gerufenen Initiative zum Aufbau einer Anarchistischen Föderation in Deutschland, ist in der IFA assoziiert. Es bestehen einige Gruppen des Anarchist Black Cross (ABC).
Seit 2009 existieren mehrere Ortsgruppen der Anarcho-Syndikalistischen Jugend.
2019 gründete sich die plattform – anarchakommunistische Organisation, die sich auf das Organisationsprinzip des Plattformismus beruft. Anlass für die Gründung war, nach eigenen Angaben, eine „allgemeine Strategielosigkeit, eine weitgehende öffentliche Unsichtbarkeit, sowie eine schlechte Außenwirkung“ der anarchistischen Bewegung im deutschsprachigen Raum.

#### Periodika
Die wichtigsten deutschsprachigen Periodika sind die online erscheinende „Direkte Aktion“ der Anarchosyndikalistischen Organisation FAU, die monatlich erscheinende anarcho-pazifistische „Graswurzelrevolution“ und ihre auch gesondert erscheinende Beilage „Utopia“ (die momentan eingestellt ist). Der vierteljährlich erschienene „Schwarze Faden“ ist eingestellt, ebenso die in den 1990er Jahren publizierte „Unfassba“. Das Monatsmagazin der Föderation deutschsprachiger Anarchist*innen, die 改道 Gǎi Dào (chin.: „einen anderen Weg gehen“), erscheint seit Januar 2011 jeden Monat.
In Berlin wurde in den 2000er Jahren die englischsprachige Zeitschrift „Abolishing the Borders from Below“ (deutsch: „Die Grenzen von unten abschaffen“) publiziert. Einige regelmäßige Publikationen wie der Leipziger „Feierabend“ werden nur regional rezipiert. Zum anarchistischen Umfeld werden die Selbstorganisationszeitschrift „Contraste“ und das ökologisch orientierte „Grüne Blatt“ gerechnet. Unregelmäßig erscheint „Die Aktion“. Die Zeitschrift „espero“ veröffentlichte bis in die frühen 2010er Jahre Beiträge zu anarchistischen und liberalen sowie freiwirtschaftlichen Themen. Die „Entfesselt“ des ABC erschien in den 2000ern alle drei Monate.